# 힐다 코로넬
힐다 코로넬(Hilda Koronel, 1957년 1월 17일~)은 필리핀의 배우이다.
앙헬레스에서 태어났다.

## 영화
- 막달레나(2004년)
- 울어야 사는 여자(2003년) - 로다 앨링 도레이 리베라 역
- 악령(2000년)
- 안젤라 마르카도(1980년)
- 인시앙(1976년)
- 암흑(1976년)
- 네온 불빛 속의 마닐라(1975년)